# Porto di Pozzuoli

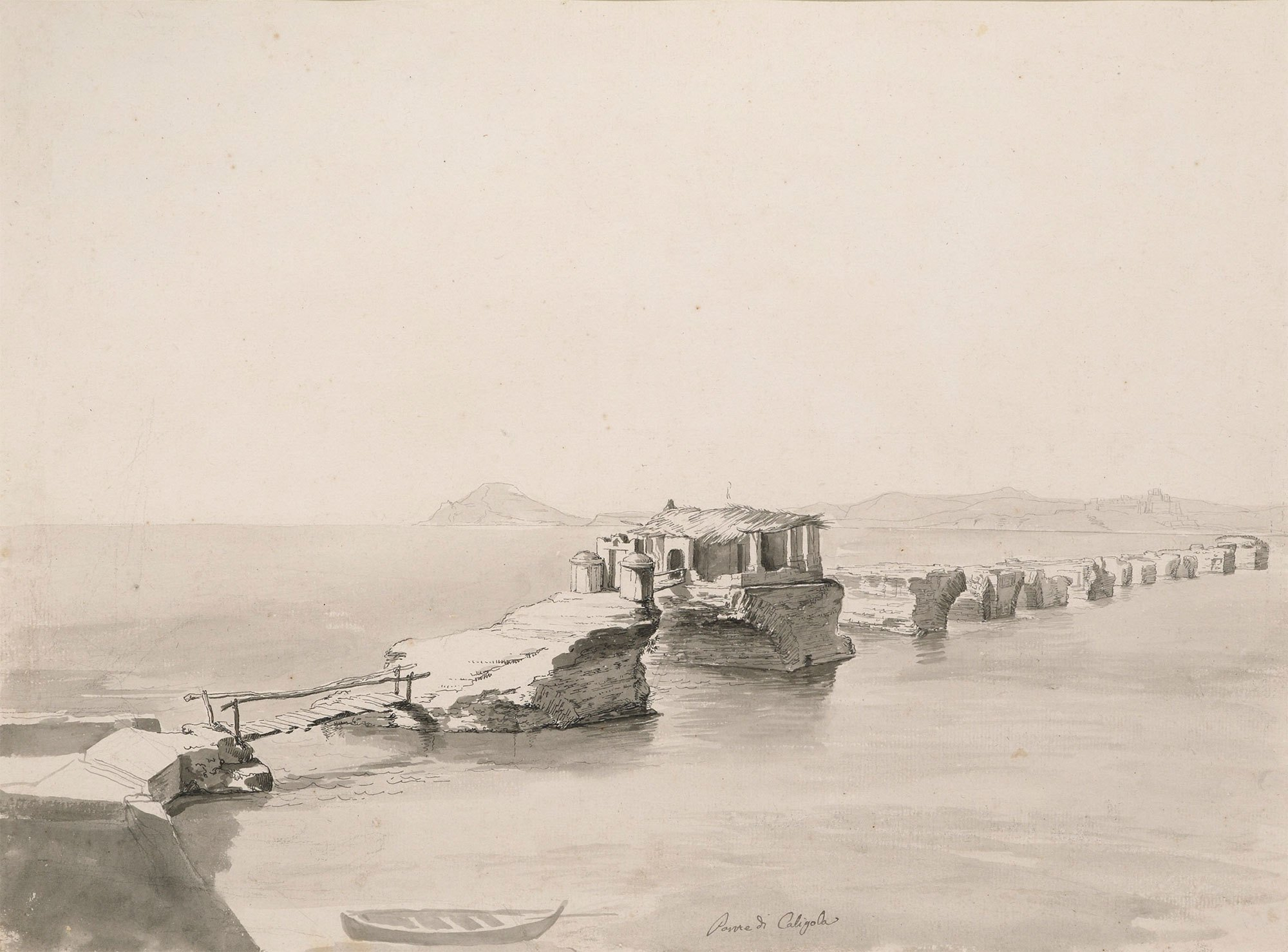
Il Molo Caligoliano in un'incisione di Carlo Labruzzi

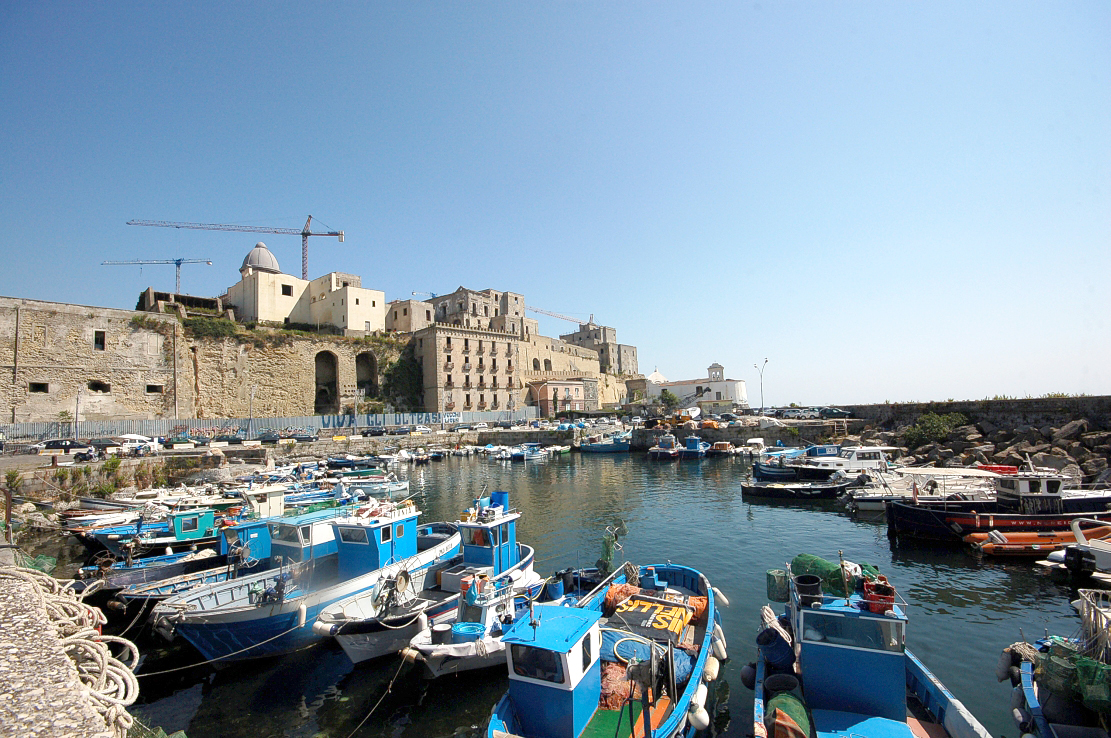
La darsena e sullo sfondo il Rione Terra

Il porto di Pozzuoli è uno degli scali marittimi più importanti della Campania, soprattutto per i collegamenti marittimi con le isole di Ischia (Ischia porto, Casamicciola Terme) e Procida.

Dal 1994 per i servizi diportistici, il porto turistico riceve la bandiera blu degli approdi turistici.

## Ubicazione
Il porto è ubicato nel Golfo di Pozzuoli ai piedi della collina su cui sorge il Rione Terra.

## Storia
Di origine cumana, il porto di Pozzuoli nel II secolo a.C. divenne l’emporio di Roma ed uno dei più importanti centri del Mediterraneo occidentale.
Secondo Svetonio, Pozzuoli facendo parte dell'arsenale dei cumani, anticamente era provvista sicuramente di un porto. Tale ipotesi fu confermata da Livio il quale riporta che nell'57 a.C. nel porto di Pozzuoli affondarono due navi romane.
Fino al XIX secolo erano ancora visibili i resti di un antico molo, costituiti da 15 pilastri, di cui 13 fuori dell'acqua. In origine i pilastri erano 25 ed erano uniti da archi a guisa di ponte per una lunghezza di circa mezzo miglio, ma nel tempo furono distrutti dalla furia delle acque. L'imperatore Adriano ordinò di ricostruire il molo e l'opera fu terminata nel 139 sotto Antonino Pio, la cui epigrafe in marmo fu murata sul terzo pilone del molo, su cui rimase l'incavo della lapide distaccatasi successivamente.

Il molo delimitava un bacino di circa tre miglia, ma rimaneva un approdo insicuro, in quanto la struttura non riusciva ad evitare il passaggio delle grandi onde, anzi, le arcate ne aumentavano il volume, oltre all'esposizione all'impeto dei venti.
Tra la piazza di Pozzuoli ed il largo della Malva fu ricavata una zona più sicura, ottenuta accumulando sabbia e materiale vulcanico. Il sito era riparato dal colle su cui si stagliava la Cattedrale. Come citato da Plinio il Vecchio, sull'ultimo pilone del molo si innalzava una torre di difesa che aveva anche le funzioni di faro.

### Il Molo Caligoliano
Dagli scritti di Svetonio sulla vita di Caligola, si legge che l'imperatore prolungò il molo fino a Baia, sfruttando due ordini di navi formate da ancore, il tutto ricoperto con terra battuta e pietre, richiamando lo stile della Via Appia, installando delle fontane di acqua dolce in alcuni punti dove riposare. Egli stesso lo attraversò più volte, sia a cavallo sia con un cocchio, seguito dalla sua corte. Secondo Cassio Dione la costruzione del ponte avvenne nel 39 impiegando una spesa ingente. Furono utilizzate due navi da carico poste ad una distanza di circa 3 miglia, ma non bastando ne fece arrivare e costruire altre, la qual cosa provocò anche un problema ai trasporti dell'impero.

Quel che restava di una delle costruzioni architettoniche più imponenti dell'antichità nel XIX secolo fu inglobato nel molo moderno, le cui dimensioni sono di 372 metri di lunghezza e circa 15 di larghezza. È provvisto di un fanale a luce ritmica la cui portata è di 6 miglia nautiche gestito dalla Marina militare.

Nel 2017 il molo è passato dalla Regione Campania alle competenze del comune di Pozzuoli.
Nel 2021 è stato decretato il prolungamento del molo di circa 300 metri a fronte di una spesa di circa 8 milioni di euro.

## Strutture
Oltre al Molo Caligoliano, il porto è dotato anche di una banchina di riva così suddivisa:
- Banchina Emporio ovest (di 220 mt)
- Banchina Emporio nord (di 125 mt)
- Banchina Villa (di 135 mt)
- Molo di sottoflutto o Molo dei pescatori (di 214 mt di cui 120 banchinati)
- Banchina mercato ittico
- Darsena

### Porto turistico
Il porto turistico di Pozzuoli è uno dei migliori del meridione, fu inaugurato nel 1970 e conta 150 posti barca. Con un fondale profondo 8 m può ospitare imbarcazioni fino a 50 mt. di lunghezza. Le banchine galleggianti sono tutte fornite di energia elettrica, acqua corrente e videosorveglianza continua. Sono presenti un distributore di carburante, un ufficio turistico, l'assistenza radio, un ampio parcheggio, una lavanderia, dei punti di ristoro, toilettes con docce e acqua calda, servizi internet e wireless.